# Levinsenia multibranchiata
Levinsenia multibranchiata är en ringmaskart som först beskrevs av Hartman 1957.  Levinsenia multibranchiata ingår i släktet Levinsenia och familjen Paraonidae.
Artens utbredningsområde är Mexikanska golfen. Inga underarter finns listade i Catalogue of Life.